# 1987 год в кино

## Фильмы

### Мировое кино
- «Безумство духов»/Ghost Fever, США (реж. Алан Смити)
- «Бегущий человек»/The Running Man, США (реж. Пол Майкл Глэйзер)
- «Бестселлер»/Best Seller, США (реж. Джон Флинн)
- «Боль»/Angustia, Испания (реж. Бигас Луна)
- «В плохом вкусе»/Bad Taste, Новая Зеландия (реж. Питер Джексон)
- «Власть луны»/Moonstruck, США (реж. Норман Джуисон)
- «Водолей»/Deliria, Италия (реж. Микеле Соави)
- «Воспитывая Аризону»/Raising Arizona, США (реж. Джоэл и Этан Коэн)
- «Восставший из ада»/Hellraiser, Великобритания (реж. Клайв Баркер)
- «Врата»/The Gate, Канада-США (реж. Тибор Такач)
- «Все меры предосторожности»/Extreme Prejudice, США (реж. Уолтер Хилл)
- «Гамлет идёт в бизнес»/Hamlet liikemaailmassa, Финляндия (реж. Аки Каурисмяки)
- «Грязные танцы»/Dirty Dancing, США (реж. Эмиль Ардолино)
- «Дни радио»/Radio Days, США (реж. Вуди Аллен)
- «До свидания, дети»/Au revoir les enfants, Франция (реж. Луи Маль)
- «Доброе утро, Вьетнам»/Good Morning, Vietnam, США (реж. Барри Левинсон)
- «Дом с привидениями»/La Casa 3, Италия-США (реж. Умберто Ленци)
- «Доспехи бога»/Long xiong hu di / The Armour Of God, Гонконг (реж. Джеки Чан)
- «Живот архитектора» /The Belly Of An Architect, Великобритания-Италия (реж. Питер Гринуэй)
- «За бортом»/Overboard, США (реж. Гарри Маршалл)
- «Заклятие долины змей»/Klatwa doliny wezy, СССР-Польша (реж. Марек Пестрак)
- «Застенчивые люди»/Shy People, США (реж. Андрей Кончаловский)
- «Зловещие мертвецы 2»/Evil Dead II, США (реж. Сэм Рэйми)
- «Знакомство вслепую»/Blind Date, США (реж. Блейк Эдвардс)
- «Изо всех сил»/Over The Top, США (реж. Менахем Голан)
- «Империя солнца»/Empire of the Sun, США (реж. Стивен Спилберг)
- «Интервью»/Intervista, Италия (реж. Федерико Феллини)
- «Искры из глаз»/The Living Daylights, Великобритания (реж. Джон Глен)
- «Китайская история о призраках»/倩女幽魂 / A Chinese Ghost Story, Гонконг (реж. Тони Чхин)
- «Князь тьмы»/Prince of Darkness, США (реж. Джон Карпентер)
- «Королева ночи»/Regina Della Notte, Франция-ФРГ-Италия (реж. Валериан Боровчик)
- «Космические яйца»/Spaceballs, США (реж. Мел Брукс)
- «Красный гаолян»/红高粱 (Hóng Gāoliáng), КНР (реж. Чжан Имоу)
- «Крик свободы»/Cry Freedom, США (реж. Ричард Аттенборо)
- «Крипозоиды»/Creepozoids, США (реж. Дэвид ДеКото)
- «Кровавые деньги, или История Клинтона и Надин»/Blood Money: The Story Of Clinton And…, США (реж. Джерри Шацберг)
- «Кровавый спорт»/Bloodsport, США (реж. Ньют Арнолд)
- «Куклы» / Dolls, США (реж. Стюарт Гордон)
- «Летняя школа»/Summer School, США (реж. Карл Райнер)
- «Луна над Парадором»/Moon Over Parador, США (реж. Пол Мазурски)
- «Любовь и страсть» / Capriccio, Италия (реж. Тинто Брасс)
- «Мистер Райт»/Making Mr.Right, США (реж. Сьюзен Зейделман)
- «Мошенники как и мы»/I Picari, Италия-Испания (реж. Марио Моничелли)
- «Мёртвые»/The Dead, США-Великобритания-ФРГ (реж. Джон Хьюстон)
- «На серебряной планете»/Na srebrnym globie, Польша (реж. Анджей Жулавский)
- «Навострите свои ушки»/Prick Up Your Ears, Великобритания (реж. Стивен Фрирз)
- «Надолго ли?»/For Keeps?, США (реж. Джон Эвилдсен)
- «Небо над Берлином»/Der Himmel über Berlin, ФРГ-Франция (реж. Вим Вендерс)
- «Незаселённая земля»/Unsettled Land, Израиль (реж. Ури Барбаш)
- «Неистовство»/Rampage, США (реж. Уильям Фридкин)
- «Некромантик»/Nekromantik, ФРГ (реж. Йорг Буттгерайт)
- «Неприкасаемые»/The Untouchables, США (реж. Брайан Де Пальма)
- «Отходная молитва»/A Prayer for the Dying, Великобритания-США (реж. Майк Ходжес)
- «Первопроходец»/Ofelas, Норвегия (реж. Нильс Гауп)
- «Под солнцем Сатаны»/Sous le soleil de Satan, Франция (реж. Морис Пиала)
- «Последний император» / The Last Emperor, Италия (реж. Бернардо Бертолуччи)
- «Принцесса с Луны»/竹取物語 Taketori monogatari, Япония (реж. Кон Итикава)
- «Пропащие ребята»/The Lost Boys, США (реж. Джоэл Шумахер)
- «Пьяница»/Barfly, США (реж. Барбет Шрёдер)
- «Ренегат»/Renegade, Италия (реж. Марко Барбони)
- «Робокоп»/RoboCop, США (реж. Пауль Верхувен)
- «Рождённый в восточном Лос-Анджелесе»/Born In East L.A., США (реж. Чич Марин)
- «Роковое влечение»/Fatal Attraction, США (реж. Эдриан Лайн)
- «Сад камней»/Gardens Of Stone, США (реж. Фрэнсис Форд Коппола)
- «Самолётом, поездом и автомобилем»/Planes, Trains and Automobiles, США (реж. Джон Хьюз)
- «Сбрось маму с поезда»/Throw Momma From The Train, США (реж. Дэнни Де Вито)
- «Связь через Майами»/Miami Connection, США (реж. Ричард Пак, Й. К. Ким)
- «Семейный просмотр»/Family Viewing, Канада (реж. Атом Эгоян)
- «Сентябрь»/September, США (реж. Вуди Аллен)
- «Сердце ангела»/Angel Heart, США (реж. Алан Паркер)
- «Слежка»/Stakeout, США (реж. Джон Бэдэм)
- «Смертельное оружие»/Lethal Weapon, США (реж. Ричард Доннер)
- «Стеклянный зверинец»/The Glass Menagerie, США (реж. Пол Ньюман)
- «Студентки в кегельбане беса»/Sorority Babes In The Slimeball…, США (реж. Дэвид ДеКото)
- «Телевизионные новости»/Broadcast news, США (реж. Джеймс Брукс)
- «Тот, кто меня бережёт»/Someone To Watch Over Me, США (реж. Ридли Скотт)
- «Трое мужчин и младенец»/Three Men and a Baby, США (реж. Леонард Нимой)
- «Ужас в опере» / Opera, Италия (реж. Дарио Ардженто)
- «Ужас кладбища» /Graveyard Disturbance, Италия (реж. Ламберто Бава)
- «Уитнэйл и я» / Withnail and I, Великобритания (реж. Брюс Робинсон)
- «Уолл-стрит»/Wall Street, США (реж. Оливер Стоун)
- «Хищник»/Predator, США (реж. Джон Мактирнан)
- «Цельнометаллическая оболочка»/Full Metal Jacket, США (реж. Стэнли Кубрик)
- «Чертополох»/Ironweed, США (реж. Эктор Бабенко)
- «Энигма» /Aenigma, Италия-Югославия (реж. Лучо Фульчи)
- «Эпидемия» /Epidemic, Дания (реж. Ларс фон Триер)

### Советское кино

#### Художественно-игровое кино

##### Фильмы Азербайджанской ССР
- «Боль молочного зуба», (реж. Гусейн Мехтиев)
- «Волшебный фонарь», (реж. Вагиф Бейбутов)
- «Человек в зелёных очках», (реж. Рамиз Гасаноглу)

##### Фильмы БССР
- «Государственная граница 6. За порогом победы», (реж. Борис Степанов)
- «Двое на острове слёз»
- «Нетерпение души»
- «Осенние сны», (реж. Игорь Добролюбов)
- «Отступник»
- «Питер Пэн», (реж. Леонид Нечаев)
- «Приказ»
- «Пуща»
- «Репетитор», (реж. Леонид Нечаев)
- «Хотите — любить, хотите нет»

##### Фильмы Грузинской ССР
- «Браво, Альбер Лолиш!», (реж. Мераб Тавадзе)
- «Время нашего детства» (реж. Зураб Тутберидзе)
- «Корни», (реж. Караман Мгеладзе)
- «Мои цыгане», (реж. Лейла Горделадзе)
- «Пляжный разбойник», (реж. Нана Мчедлидзе)
- «Робинзоада, или Мой английский дедушка», (реж. Нана Джорджадзе)
- «Хареба и Гоги», (реж. Георгий Шенгелая)
- «Эй, маэстро», (реж. Нодар Манагадзе)

##### Фильмы Латвийской ССР
- «Легко ли быть молодым», (реж. Юрис Подниекс)

##### Фильмы Молдавской ССР
- «Иона», (реж. Валерий Жереги)

##### Фильмы РСФСР
- «Акция», (реж. Владимир Шамшурин)
- «Апелляция», (реж. Владимир Валерий Гурьянов)
- «Асса», (реж. Сергей Соловьёв)
- «Башня», (реж. Виктор Трегубович)
- «Белое проклятье», (реж. Николай Ковальский)
- «Брод», (реж. Андрей Добровольский
- «Взломщик», (реж. Валерий Огородников)
- «Визит к Минотавру», (реж. Эльдор Уразбаев)
- «Выбор», (реж. Владимир Наумов)
- «Гардемарины, вперёд!», (реж. Светлана Дружинина)
- «Где находится нофелет?», (реж. Геральд Бежанов)
- «Дом с привидениями», (реж. Ефим Гальперин)
- «Друг», (реж. Леонид Квинихидзе)
- «Единожды солгав», (реж. Владимир Бортко)
- «Забавы молодых», (реж. Евгений Герасимов)
- «Забытая мелодия для флейты», (реж. Эльдар Рязанов)
- «Завтра была война», (реж. Юрий Кара)
- «Загадочный наследник», (реж. Тамара Лисициан)
- «Зеркало для героя», (реж. Владимир Хотиненко)
- «Катенька», (реж. Леонид Белозорович)
- «Клуб женщин», (реж. Владимир Фокин)
- «Конец Вечности», (реж. Андрей Ермаш)
- «Крейцерова соната», (реж. Михаил Швейцер)
- «Кувырок через голову», (реж. Эдуард Гаврилов)
- «Лиловый шар», (реж. Павел Арсенов)
- «Мой боевой расчёт», (реж. Михаил Никитин)
- «Моонзунд», (реж. Александр Муратов)
- «Ночной экипаж», (реж. Борис Токарев)
- «Одинокий голос человека», (реж. Александр Сокуров)
- «Отряд специального назначения», (реж. Георгий Кузнецов)
- «Петроградские гавроши», (реж. Сергей Снежкин)
- «Прощай, шпана замоскворецкая…», (реж. Александр Панкратов)
- «Разорванный круг», (реж. Вениамин Дорман)
- «Сказка про влюблённого маляра», (реж. Надежда Кошеверова)
- «Скорбное бесчувствие», (реж. Александр Сокуров)
- «Следопыт», (реж. Павел Любимов)
- «Холодное лето пятьдесят третьего…», (реж. Александр Прошкин)
- «Человек с бульвара Капуцинов», (реж. Алла Сурикова)
- «Шантажист», (реж. Валерий Курыкин)

##### Фильмы совместных производителей
- «Красный цвет папоротника», (реж. Виктор Туров)
- «Заклятие долины змей», (реж. Марек Пестрак)
- «Очи чёрные», (реж. Никита Михалков)

##### Фильмы УССР
- «Даниил - князь Галицкий», (реж. Ярослав Лупий)
- «Десять негритят», (реж. Станислав Говорухин)
- «Филёр», (реж. Роман Балаян)

#### Документальное кино
- «Четыре встречи с Владимиром Высоцким», (реж. Эльдар Рязанов)

## Телесериалы

### Латиноамериканские сериалы

#### Мексика
- Дикая Роза
- Пятнадцатилетняя, или Подростки

### Отечественные сериалы и телефильмы свыше 2 серий
- Государственная граница. За порогом победы (р/п. Борис Степанов).

## Награды
Всесоюзный кинофестиваль
- Главный приз — «Покаяние» Тенгиза Абуладзе
- Большой приз — «Долгие проводы» Киры Муратовой
- Специальный приз жюри — «Глиняные птицы» Бако Садыкова
- Специальный приз жюри — «Непрофессионалы» Сергея Бодрова
- Специальный приз жюри — Армен Джигарханян в фильме «Одинокая орешина» Фрунзе Довлатяна
- Специальный приз жюри — «Письма мёртвого человека» Константина Лопушанского

Берлинский кинофестиваль
- Золотой медведь — «Тема» Глеба Панфилова (СССР)

Каннский кинофестиваль
- Золотая пальмовая ветвь — «Под солнцем Сатаны» Мориса Пиала (Франция)
- Гран-при жюри — «Покаяние» Тенгиза Абуладзе (СССР)
- Приз за лучшую мужскую роль — Марчелло Мастроянни в фильме «Очи чёрные» Никиты Михалкова (СССР)

Московский кинофестиваль
- Золотой приз — «Интервью» Федерико Феллини (Италия)
- Лучший мужская роль — Энтони Хопкинс в фильме «Чаринг Кросс Роуд, 84» (Великобритания)
- Лучшая женская роль — Дороттья Удварош в фильме «Целую, мама» (Венгрия)

Венецианский кинофестиваль
- Золотой лев — «До свидания, дети» Луи Маля (Франция)

Оскар (США)
- Лучший фильм года — «Взвод» Оливера Стоуна

Сезар (Франция)
- Лучший фильм года — «Тереза» Алена Кавалье

Золотой петух (Китай)
- Лучший фильм года — «Город гибискуса»
- Лучший фильм года — «Сун Чжуншань»

## Лидеры проката
- «Человек с бульвара Капуцинов», (реж. Алла Сурикова) — 2 место, 50 600 000 зрителей

## Персоналии

### Родились
- 24 марта — Наталия Дилл — бразильская актриса.

### Скончались
- 10 декабря — Лийса Невалайнен, финская актриса театра, кино и телевидения.
- 13 января
  - Игорь Ильинский, советский актёр театра и кино, режиссёр, Народный артист СССР.
  - Анатолий Эфрос, советский режиссёр.
- 31 января — Верико Анджапаридзе, советская киноактриса, Народная артистка СССР.
- 22 февраля — Энди Уорхол, американский художник, продюсер, дизайнер, писатель, коллекционер, издатель журналов и кинорежиссёр.
- 7 марта — Юрий Чулюкин, советский кинорежиссёр, сценарист, киноактёр, автор текстов песен, Народный артист СССР.
- 14 мая — Рита Хейворт, американская актриса.
- 10 июня — Николай Скоробогатов, советский актёр театра и кино, Заслуженный артист СССР.
- 20 июня — Леонид Харитонов, советский актёр театра и кино, Заслуженный артист СССР.
- 22 июня — Фред Астер, американский актёр и танцор.
- 5 августа — Анатолий Папанов, советский актёр театра и кино, Народный артист СССР.
- 16 августа — Андрей Миронов, советский актёр театра и кино, Народный артист СССР.
- 29 августа — Ли Марвин, американский актёр.
- 17 сентября — Владимир Басов, советский кинорежиссёр, актёр, сценарист, Народный артист СССР.
- 4 ноября — Полен Суману Вьейра, сенегальский кинорежиссёр, сценарист, продюсер, кинокритик и киновед.
- 19 октября — Александр Серый, советский кинорежиссёр.
- 21 октября — Пал Габор, венгерский кинорежиссёр, сценарист и педагог.
- 8 ноября — Евгения Ханаева, советская актриса.
- 17 декабря — Аркадий Райкин, советский актёр, юморист.